# Lästerstein
Der Lästerstein (auch Lasterstein, Schandstein, Steintragen, österreichisch Bagstein) ist eine Form der Ehrenstrafe durch die Niedere Gerichtsbarkeit im Mittelalter und in der Frühen Neuzeit. Mit ihr wurden vor allem Frauen belegt, die sich in unangemessener Weise über andere äußerten.
Als Lästerstein bezeichnete man eine Kette mit einem Gewicht, die um den Hals gelegt wurde. Als Gewicht wurden in der Regel Steine oder Holzklötze eingesetzt, die oft auch mit Fratzen/Gesichtern verziert waren. Das Gewicht war häufig von der Gerichtsbarkeit vorgeschrieben und es sind Werte zwischen 25 und 180 Pfund (ca. 9 bis 82 kg) überliefert. Die Träger der Kette wurden durch die Stadt geführt oder an einem öffentlichen Platz an den Pranger gestellt. Die Strafe führte zum Verlust von Ansehen und Ehrbarkeit und zu erheblichen sozialen und kommunikativen Einschnitten, denn der Verkehr mit so Bestraften galt als anrüchig. Sie diente als Instrument zur innerstädtischen Sozialdisziplinierung und war gleichzeitig Antrieb für eine gesellschaftliche Diskriminierung.
Vor allem „zänkische Frauen“ sollten durch das Tragen der schweren Lästersteine dem Hohn und Spott der Städter ausgesetzt werden.
Eine regionale Form des Schandsteins war das Flaschentragen in der Stadt Bautzen.

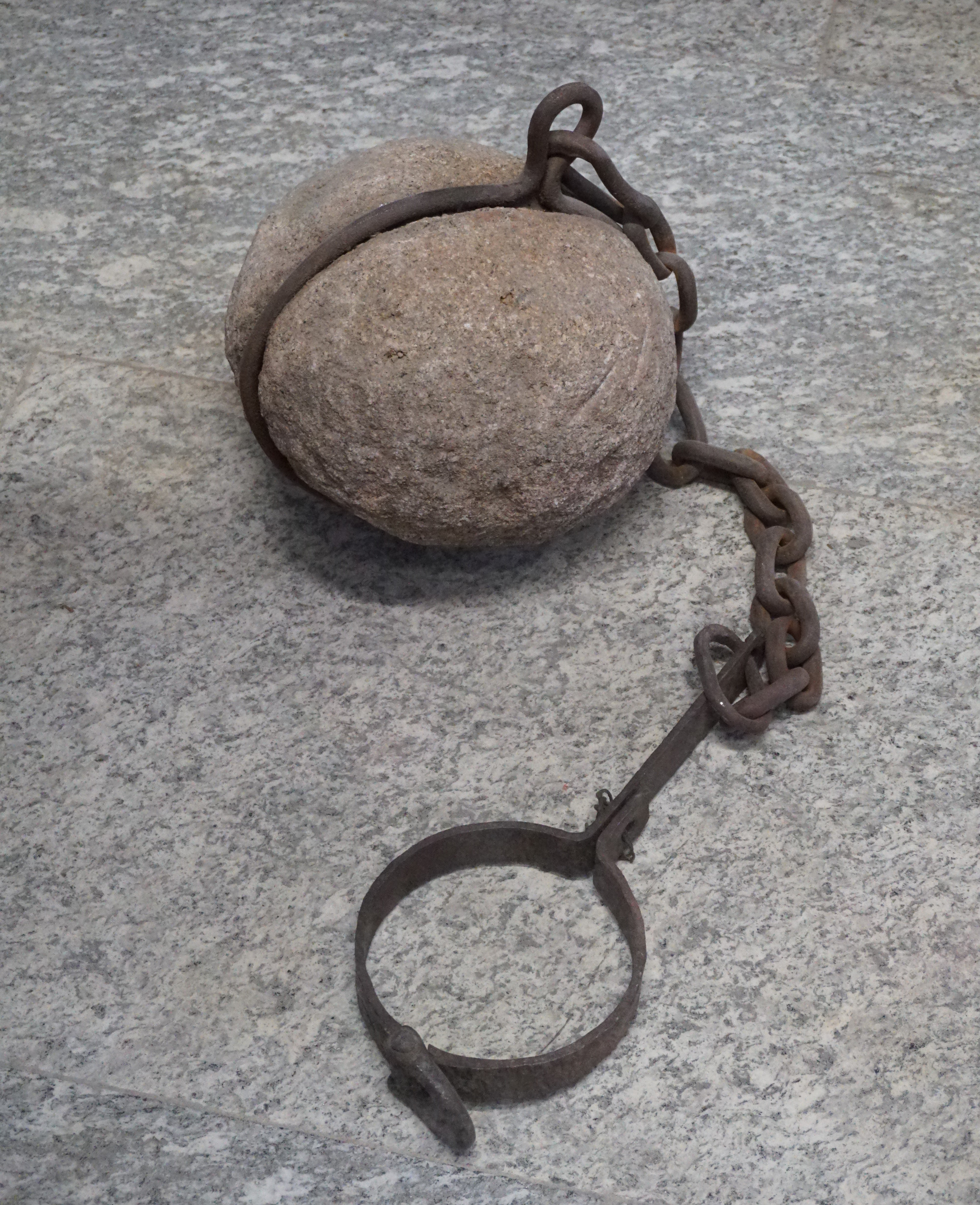
Lasterstein, Rothenburg ob der Tauber
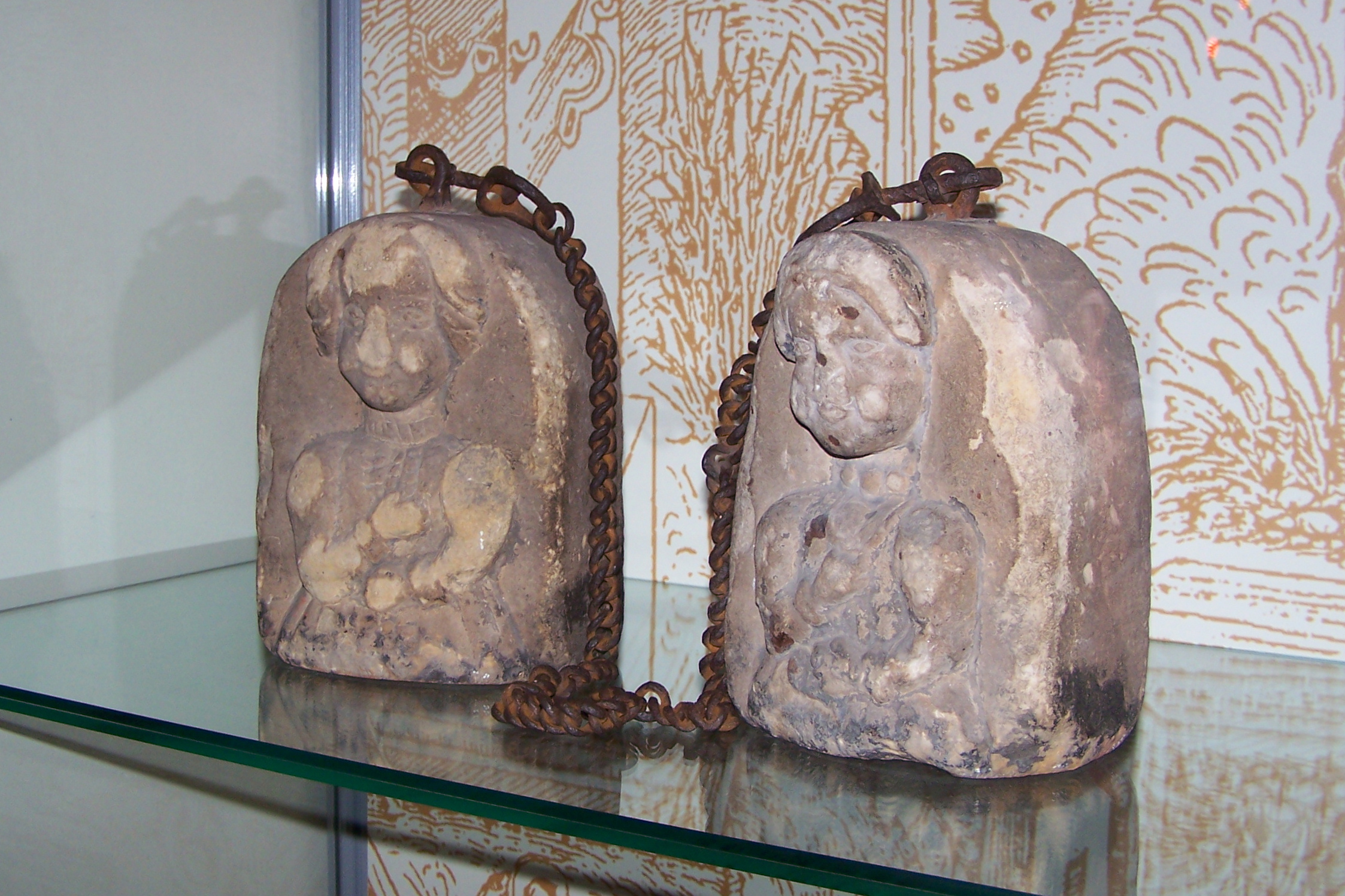
Lästersteine aus dem  Museum des Lebuser Landes in Zielona Góra
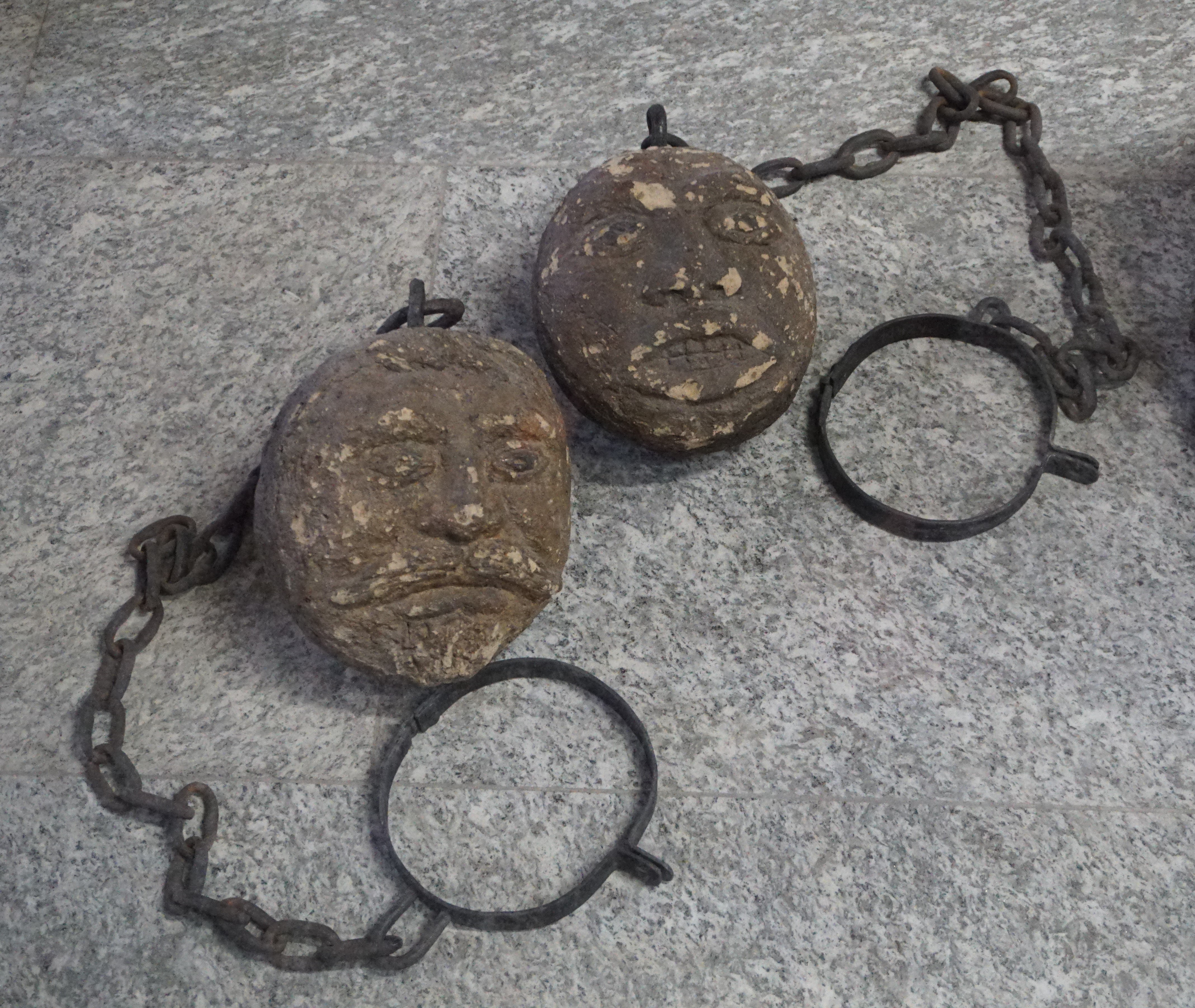
Lastersteine mit Fratzen des 16. Jahrhunderts aus Colmar/Elsaß
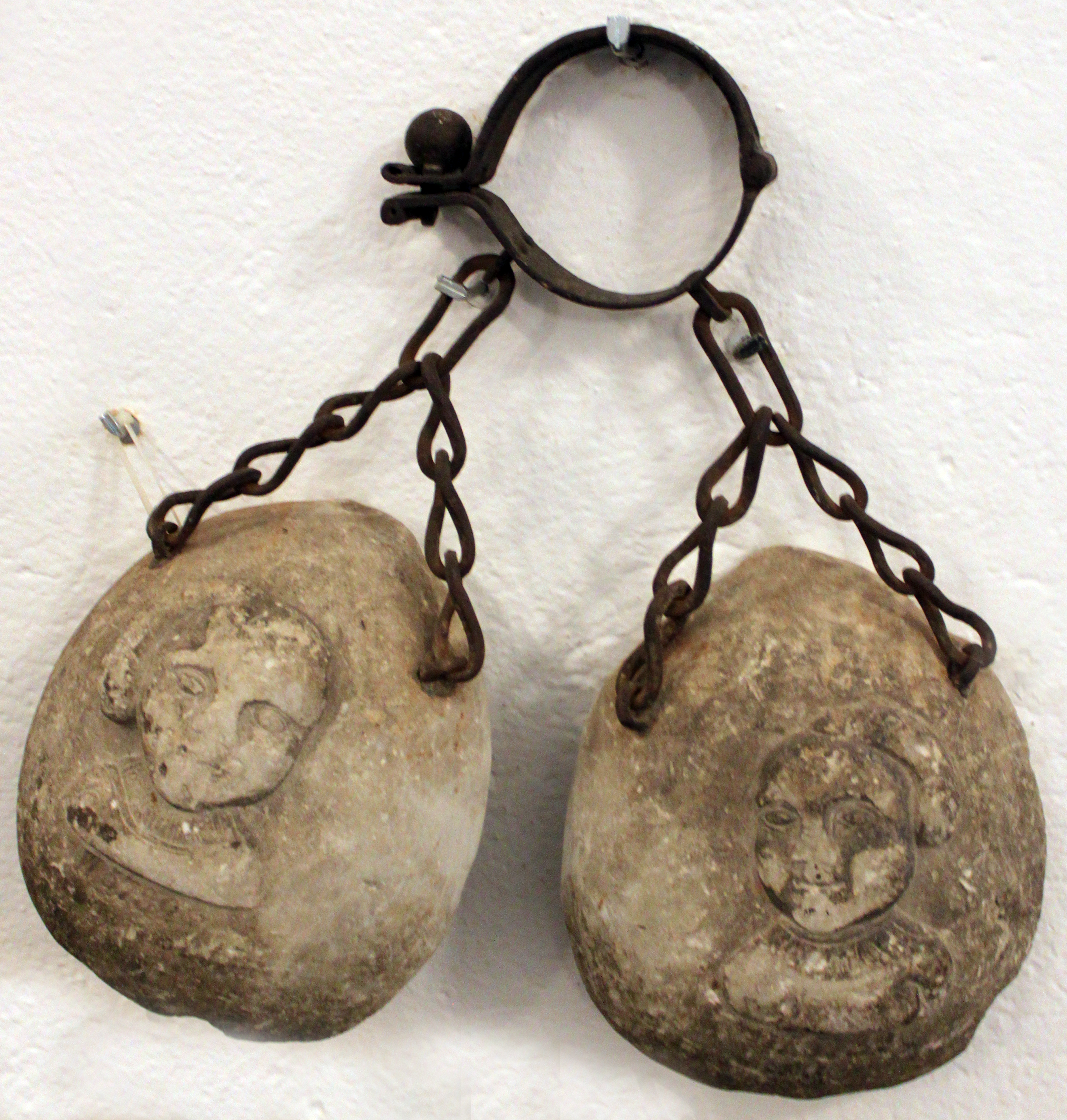
Lästersteine des 16. Jahrhunderts aus Dahme, Mark Brandenburg, ausgestellt im Märkischen Museum
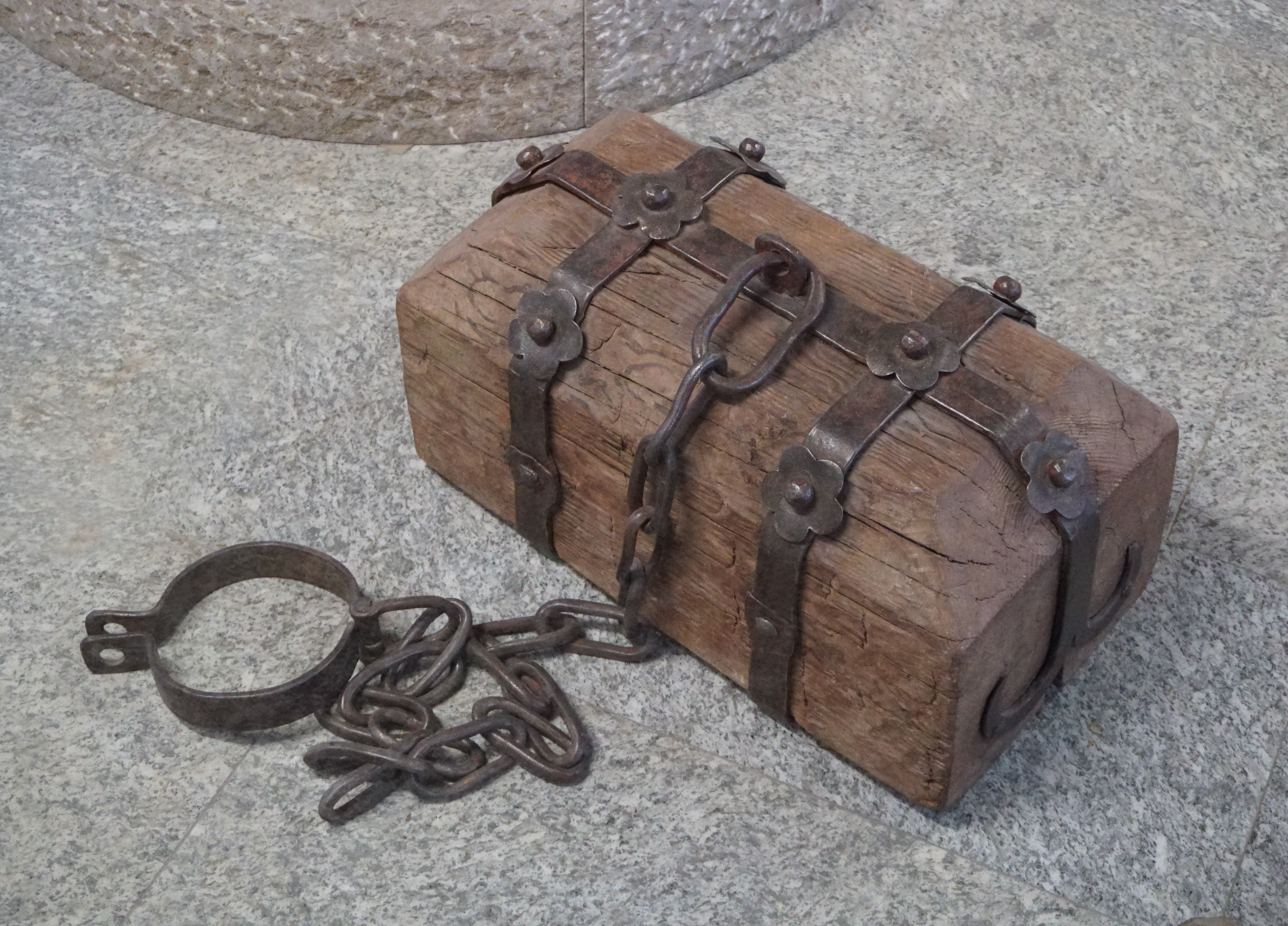
Lasterstein aus Holz; Mittelalterliches Kriminalmuseum